# کاران برار
کاران برار (به انگلیسی: Karan Brar) یک بازیگر نوجوان آمریکایی هندی‌تبار است که بیشتر برای ایفای نقش «شیراگ گوپتا» در مجموعه فیلم دفترچه خاطرات یک بی‌عرضه شهرت دارد.

## زندگی
کاران برار به همراه والدین و خواهر بزرگتر خود در منطقه لس آنجلس زندگی می‌کرد تا اینکه در مه ۲۰۱۹ با بازیگران همکارش کامرون بویس و سوفی رینولدز از آنجا رفت. او به انگلیسی، پنجابی و هندی مسلط است.

## فیلم‌ها
- دفترچه خاطرات یک بی‌عرضه در نقش شیراگ گوپتا
- دفترچه خاطرات یک بی‌عرضه: حرف، حرف رودریکه در نقش شیراگ گوپتا
- دفترچه خاطرات یک بی‌عرضه: چله تابستون در نقش شیراگ گوپتا
- آقای پیبادی و شرمن در نقش میسون
- خواهر نامرئی در نقش جرج
- حاشیه اقیانوس آرام: طغیان در نقش کودت سورش
- شیفت شب در نقش عومد (اپیزود "The Thing With Feathers" (فصل ۳، اپیزود ۲))
- جسی در نقش راوی راس (نقش اصلی)
- بحث و جدل
- دختر ستاره ای

## جوایز
- برنده جایزه هنرمند جوان (بهترین عملکرد گروه بازیگران جوان در یک فیلم سینمایی) در دفترچه خاطرات یک بی‌عرضه[۴]
- نامزد جایزه هنرمند جوان (بهترین عملکرد بازیگر نقش مکمل مرد جوان در یک فیلم سینمایی) در دفترچه خاطرات یک بی‌عرضه: حرف، حرف رودریکه[۵]
- برنده جایزه هنرمند جوان (بهترین عملکرد بازیگر نقش مکمل مرد جوان در یک سریال تلویزیونی) در جسی
- نامزد جایزه هنرمند جوان (بهترین عملکرد بازیگر نقش مکمل مرد جوان در یک فیلم سینمایی) در دفترچه خاطرات یک بی‌عرضه: چله تابستون
- برنده جایزه هنرمند جوان (بهترین عملکرد گروه بازیگران جوان در یک فیلم سینمایی) در دفترچه خاطرات یک بی‌عرضه: چله تابستون[۶]
- نامزد جایزه هنرمند جوان (بهترین عملکرد بازیگر نقش مکمل مرد جوان در یک سریال تلویزیونی) در جسی